# Цукер, Дэвид
Дэ́вид Цу́кер (англ. David Zucker; полное имя — David Samuel Zucker; род. 16 октября 1947) — американский режиссёр, сценарист и продюсер.

## Ранние годы
Родился в городе Милуоки (штат Висконсин, США). Дэвид стал одним из трёх детей в еврейской семье застройщика недвижимости Бертона Цукера (1916–2008) и актрисы Шарлотты Цукер (1921–2007), которые были женаты 66 лет: с 1941 года и до смерти Шарлотты. У Дэвида есть младший брат-режиссёр Джерри Цукер (род. 1950) и сестра-актриса Сьюзан Бреслау (род. 1946).
Дэвид и его младший брат Джерри учились в средней школе города Шорвуд ("Shorewood High School", округ Милуоки), которую Цукер-старший закончил в 1965 году, после чего поступил в университет Висконсина, окончив его в 1971 году со степенью бакалавра.

## Карьера
В том же году Дэвид вместе с братом, а также их общими друзьями Джимом Абрахамсом и Диком Чадноу образовали театральную труппу "The Kentucky Fried Theater" в Мадисоне и уже в 1972 году переехали в Голливуд, где первое время выступали со своим скетч-шоу, в течение нескольких лет став самой популярной комедийной труппой Лос-Анджелеса. После написания сценария к фильму «Солянка по-кентуккийски» (1977) труппа, которую чуть ранее покинул Чадноу, трансформировалась в трио Цукер-Абрахамс-Цукер. Втроём они сняли такие фильмы, как «Аэроплан!» (1980), «Совершенно секретно!» (1984) и «Безжалостные люди» (1986). В 1988 году Джим Абрахамс и братья Цукер при содействии Пэта Профта написали сценарий к фильму «Голый пистолет», который стал сольным режиссёрским дебютом Дэвида Цукера. Начиная с этого периода участники трио ЦАЦ занялись сольной творческой деятельностью.

## Личная жизнь
В мае 1997 года Дэвид Цукер женился на Даниэль Ардолино, враче по профессии. В браке родилось двое детей: сын Чарльз и дочь Сара. Летом 2016 года Цукер подал на развод с женой, хотя расстались они ещё десять лет назад. Бракоразводный процесс длился около трёх лет и завершился в 2019 году.

## Фильмография

### Кинематограф
| Год  | Название                            | Режиссёр | Сценарист | Продюсер       | Актёр | Роль                                                               | Примечания                                                          |
| ---- | ----------------------------------- | -------- | --------- | -------------- | ----- | ------------------------------------------------------------------ | ------------------------------------------------------------------- |
| 1977 | Солянка по-кентуккийски             |          | Да        |                | Да    | Человек в автомобиле Техник в телевизоре Шелдон Грунвалд           | Скетч «Его новая машина» Скетч «Новости очевидцев» Скетч «Зал суда» |
| 1980 | Аэроплан!                           | Да       | Да        | Исполнительный | Да    | Рабочий наземной службы                                            | Появляется в кадре вместе с братом                                  |
| 1984 | Совершенно секретно!                | Да       | Да        | Исполнительный | Да    | Немецкий солдат в комнате с пропеллерами                           | Появляется в кадре вместе с братом и Абрахамсом                     |
| 1986 | Безжалостные люди                   | Да       |           |                |       |                                                                    |                                                                     |
| 1988 | Голый пистолет                      | Да       | Да        | Исполнительный | Да    | Мужчина, вешающий/поправляющий настенные часы                      | Появляется в начальных титрах                                       |
| 1991 | Голый пистолет 2½: Запах страха     | Да       | Да        |                | Да    | Дэви Крокетт                                                       | Один из обстреливающих дом                                          |
| 1992 | Недоумки                            |          |           | Исполнительный |       |                                                                    |                                                                     |
| 1993 | Ради всего святого                  | Да       | Да        | Да             |       |                                                                    | Короткометражный                                                    |
| 1994 | Голый пистолет 33⅓: Последний выпад |          | Да        | Да             | Да    | Работник телесуфлёра                                               |                                                                     |
| 1995 | Прогулка в облаках                  |          |           | Да             |       |                                                                    |                                                                     |
| 1995 | Твоя студия и ты                    |          |           |                | Да    | Камео                                                              | Короткометражный                                                    |
| 1996 | Беспредел в средней школе           |          | Да        | Да             | Да    | Работник, переоборудующий статую Мэриона Барри в статую Чака Берри | Появляется в конце фильма                                           |
| 1996 | Ради всего святого 2                |          |           | Исполнительный |       |                                                                    | Короткометражный                                                    |
| 1998 | БЕЙСкетбол                          | Да       | Да        | Да             | Да    | Зритель с хот-догом                                                | Исполнительный музыкальный продюсер                                 |
| 2002 | Телефонная будка                    |          |           | Да             |       |                                                                    |                                                                     |
| 2003 | Дочь моего босса                    | Да       |           |                |       |                                                                    | Автор чернового сценария (в титрах не указан)                       |
| 2003 | Очень страшное кино 3               | Да       |           |                |       |                                                                    | Переработка сценария (в титрах не указан)                           |
| 2006 | Очень страшное кино 4               | Да       |           |                | Да    | Золтар                                                             | Озвучка                                                             |
| 2008 | Луковые новости                     |          |           | Да             |       |                                                                    |                                                                     |
| 2008 | Супергеройское кино                 |          |           | Да             |       |                                                                    |                                                                     |
| 2008 | Американская сказка                 | Да       | Да        | Да             |       |                                                                    |                                                                     |
| 2013 | Очень страшное кино 5               |          | Да        | Да             | Да    | Фанат «Грин-Бей Пэкерс»                                            | Ассистент режиссёра Дополнительные съёмки (в титрах не указан)      |
| 2019 | Моссад                              |          |           |                | Да    | Человек с мобильным телефоном на фоне Знака Голливуда              | Креативный консультант                                              |

### Телевидение
| Год  | Название                                  | Режиссёр   | Сценарист  | Продюсер               | Актёр      | Роль     | Примечания |
| ---- | ----------------------------------------- | ---------- | ---------- | ---------------------- | ---------- | -------- | --- |
| 1972 | Вечернее шоу Джонни Карсона               |            |            |                        | Да (1 эп.) | Участник | Телешоу; в составе Kentucky Fried Theater                                                                                    |
| 1974 | Полуночный выпуск                         |            |            |                        | Да (1 эп.) | Участник | Телешоу; в составе Kentucky Fried Theater                                                                                    |
| 1976 | Большой Джон, Маленький Джон              |            | Да (1 эп.) |                        |            |          | Эпизод «Абракадабра» |
| 1982 | Полицейский отряд!                        | Да (1 эп.) | Да (1 эп.) | Исполнительный (6 эп.) |            |          | Создатель и исполнительный продюсер всех шести эпизодов Режиссёр и сценарист эпизода «Большой подарок (Нарушенное обещание)» |
| 1987 | Наша планета сегодня                      | Да         | Да         | Исполнительный         |            |          | Телефильмы |
| 2000 | H.U.D.                                    | Да         | Да         | Исполнительный         |            |          | Телефильмы |
| 2000 | Абсолютная правда                         |            |            | Исполнительный         |            |          | Сериал |
| 2019 | Поздний вечер в Берлине                   |            |            | Креативный (1 эп.)     |            |          | Ток-шоу; 42-й эпизод |
| 2022 | Время побеждать: Расцвет династии Лейкерс |            |            |                        | Да (1 эп.) | Камео    | Эпизод «Лебедь» |
| 2025 | Террор                                    |            |            | Исполнительный         |            |          | Будущий сериал |

### Политические и рекламные видео
- Автор скетч-ролика «Триггер Джона Керри» (2004)[3]
- Автор скетч-ролика «Налоговый инспектор» (2006)[4]
- Автор скетч-ролика «Рекламная кампания Мадлен Олбрайт» (2006)[5]
- Автор скетч-ролика «Цукер открывает огонь по группе исследования Ирака и Джеймсу Бейкеру» (2006)[6]
- Автор скетч-ролика «СоплоЯрость: Атака насоса» (2008)[7]
- Автор скетч-ролика «Называйте меня сенатором» (2010)[8]
- Автор скетч-ролика «Симфоническая игра в снежки» (2012)[9] (расширенная режиссёрская версия того же года[10])
- Автор скетч-ролика «Подготовьтесь к взлёту на конференции губернатора штата Висконсин по туризму» (2014)[11]
- Автор скетч-ролика «Цветная осень во весь экран, пока команда "Аэроплана!" парит над Висконсином» (2014)[12]
- Автор скетч-ролика «Команда "Аэроплана!" демонстрирует зимнюю страну чудес Висконсина в третьем и последнем телевизионном ролике» (2015)[13]
- Автор скетч-ролика «Побочные эффекты» (2015)[14]

## Награды и номинации
| Год  | Премия                                    | Фильм / Сериал     | Категория                               | Результат |
| ---- | ----------------------------------------- | ------------------ | --------------------------------------- | --------- |
| 1981 | Премия Гильдии сценаристов США            | Аэроплан!          | Лучший адаптированный сценарий          | Победа    |
| 1981 | Премия Британской Академии в области кино | Аэроплан!          | Лучший сценарий                         | Номинация |
| 1982 | Прайм-таймовая премия «Эмми»              | Полицейский отряд! | Лучший сценарий комедийного телесериала | Номинация |
| 1989 | Премия ShoWest                            | Голый пистолет     | Комедиограф года                        | Победа    |
| 1990 | Премия «Юпитер»                           | Голый пистолет     | Лучший фильм                            | Номинация |
| 2004 | Режиссёрская премия AFI                   |                    | За вклад в жанр комедии                 | Победа    |

## Литературная деятельность
В сентябре 2020 года Цукер написал предисловие к книге Рича Браунстина «Полное кино о Холокосте: история и анализ 400 фильмов с учебным пособием» (англ. Holocaust Cinema Complete: A History and Analysis of 400 Films, with a Teaching Guide).
В феврале 2021 года Цукер выпустил автобиографическую книгу под названием «До изобретения улыбки: Невероятное путешествие семьи Цукеров на лошади с телегой к домашнему туалету» (англ. Before the Invention of Smiling: The Incredible Journey of the Zucker Family from Horse & Buggy to Indoor Plumbing), которая продавалась на Амазоне в формате Kindle Edition. Бо́льшая часть книги посвящена рассказу о бабушке Дэвида по материнской линии, Саре Лефштейн, и её побегу в США из деревни Гунковце, что на конец XIX века принадлежала Австро-Венгрии.
В октябре 2023 года Цукер вместе с братом и Абрахамсом выпустил книгу «Конечно же, вы несерьёзно: правдивая история Аэроплана!» (англ. Surely You Can't Be Serious: The True Story of Airplane!).